# Farhod Kuralow
Farhod Kuralow (* 18. Oktober 1993) ist ein tadschikischer Leichtathlet, der sich auf den Mittelstreckenlauf spezialisiert hat.

## Sportliche Laufbahn
Erste Erfahrungen bei internationalen Meisterschaften sammelte Farhod Kuralow im Jahr 2009, als er bei den Asienmeisterschaften in Guangzhou im 800-Meter-Lauf mit 1:54,79 min in der ersten Runde ausschied, wie auch über 400 Meter mit 49,42 s. Im Jahr darauf schied er bei den Hallenasienmeisterschaften in Teheran mit 50,40 s in der Vorrunde aus und auch über 800 Meter reichten 1:57,13 min nicht für den Finaleinzug. Anschließend belegte er bei den Juniorenasienmeisterschaften in Hanoi mit neuem Juniorenrekord von 1:49,41 min den vierten Platz und schied dann bei den Juniorenweltmeisterschaften in Moncton mit 1:51,39 min im Vorlauf aus. Im November nahm er erstmals an den Asienspielen in Guangzhou teil und wurde dort in der Vorrunde disqualifiziert. 2011 wurde er bei den Asienmeisterschaften in Kōbe in 1:51,13 min Siebter und schied anschließend bei der Sommer-Universiade in Shenzhen mit 1:52,82 min in der ersten Runde aus. 2012 startete er bei den Hallenweltmeisterschaften in Istanbul und scheiterte dort mit 1:52,61 min im Vorlauf.
2013 erreichte er bei den Studentenweltspielen in Kasan das Halbfinale über 800 Meter und schied dort mit 1:53,02 min aus. Im Jahr darauf schied er bei den Hallenweltmeisterschaften in Sopot mit 1:52,36 min in der Vorrunde aus und nahm anschließend erneut an den Asienspielen in Incheon teil und schied dort mit 1:50,55 min über 800 Meter sowie mit 3:55,56 min im 1500-Meter-Lauf jeweils in der Vorrunde aus. 2015 wurde er bei den Asienmeisterschaften in Wuhan mit 1:51,60 min Sechster über 800 Meter und im Jahr darauf erreichte er bei den Hallenasienmeisterschaften in Doha mit 1:54,07 min Rang fünf. Anschließend wurde er auf die verbotene Substanz Stanozolol getestet und daraufhin bis in das Jahr 2020 gesperrt.
In den Jahren 2009 und 2010 wurde Kuralow tadschikischer Meister im 400-Meter-Lauf sowie 2010 auch über 800 Meter.

## Persönliche Bestzeiten
- 400 Meter: 49,42 s, 10. November 2009 in Guangzhou
  - 400 Meter (Halle): 50,40 s, 25. Februar 2010 in Teheran
- 800 Meter: 1:46,28 min, 23. Mai 2012 in Jablonec nad Nisou (tadschikischer Rekord)
  - 800 Meter (Halle): 1:53,36 min, 7. März 2014 in Sopot
- 1500 Meter: 3:55,03 min, 15. Juni 2014 in Almaty